# Stazione di San Pedro
La stazione di San Pedro (Estación San Pedro in spagnolo) è una stazione ferroviaria situata nell'omonima città della provincia di Buenos Aires. Dai suoi binari partono anche treni a lunga percorrenza per Rosario, Córdoba e Tucumán.
Appartenente alla rete ferroviaria General Bartolomé Mitre, è situata lungo la tratta Buenos Aires-Rosario.